# Soknedals kommun
Soknedals kommun (norska: Soknedal kommune) var en kommun i Sør-Trøndelag fylke i Norge. Kommunen omfattade den västra delen av nuvarande Midtre Gauldals kommun och gränsade till Hedmark fylke i söder. Tätorten Soknedal utgjorde kommunens centralort.

## Administrativ historik
Soknedals kommun upprättades 1841 genom utbrytning ur Størens kommun. Kommunen hade 1 966 invånare vid upprättandet.
Den 1 januari 1964 gick kommunen, tillsammans med kommunerna Budal, Singsås och  Støren, upp i den då nybildade Midtre Gauldals kommun. Kommunens hade då 1 916 invånare.